# Antonio Sanabria
Arnaldo Antonio Sanabria Ayala (San Lorenzo, Paraguay, 4 de marzo de 1996), conocido como Antonio Sanabria o por su hipocorístico «Tony», es un futbolista paraguayo que juega como delantero en el Torino F. C. de la Serie A de Italia. Es internacional con la selección de fútbol de Paraguay.

## Trayectoria

### Inicios
Inició su carrera futbolística en el club Sporting Florida y la escuela de fútbol San Toñito, ambos en su ciudad natal.

#### F. C. Barcelona
En junio de 2009 se unió a las divisiones juveniles del Fútbol Club Barcelona. Durante la temporada 2013-14, mientras aún se encontraba en la etapa juvenil, logró su debut en la Segunda División de España con el equipo filial del Fútbol Club Barcelona "B" en un partido disputado el 29 de septiembre de 2013 frente al R. C. D. Mallorca. Marcó su primer gol en esta categoría el 23 de noviembre en un enfrentamiento en el que el filial del Barcelona perdió 1-2 ante la U. D. Las Palmas.

#### A. S. Roma
El 29 de enero de 2014 se completó su traspaso a la A. S. Roma por un valor de 4,5 millones de euros, aunque se le cedió de inmediato a la U. S. Sassuolo debido a restricciones legales que impedían su participación en la Serie A de Italia mientras era menor de edad. Después de obtener la autorización tras cumplir los dieciocho años, jugó su primer partido con el Sassuolo el 18 de marzo, enfrentándose al Udinese Calcio.

### Real Sporting de Gijón
En agosto de 2015 fue cedido al Real Sporting de Gijón, equipo con el que debutó en la Primera División de España. El 20 de septiembre, durante la jornada 4 de la campaña 2015-16, anotó sus dos primeros goles en la categoría en una victoria del Sporting por 2-3 ante el R. C. Deportivo de La Coruña. En la jornada 14 consiguió realizar un hat-trick en un partido frente a la U. D. Las Palmas disputado en el estadio El Molinón que finalizó con el resultado de 3-1, hecho que lo convirtió en el cuarto jugador más joven en la historia de la Liga española en anotar tres tantos en un mismo encuentro, a la edad de 19 años y 277 días, solo superado por Giovani dos Santos —19 años y 6 días—, Yanko Daucik —19 años y 229 días— y Lionel Messi —19 años y 260 días—. Asimismo, pasó a ser el futbolista más joven del Sporting en conseguir una tripleta, por delante de la marca que ostentara Pío Alonso desde la temporada 1944-45, con 20 años y 58 días. En la jornada 21, disputada ante la Real Sociedad de Fútbol en El Molinón, consiguió un nuevo hat-trick con el que contribuyó a la victoria de su equipo por 5-1. En total, en una temporada con el Sporting de Gijón marcó once goles en veintinueve partidos.

### Real Betis Balompié
El 15 de julio de 2016, se confirmó su transferencia al Real Betis Balompié por una suma de €7,5 millones. En su primera temporada, anotó 3 goles en 22 encuentros disputados.
Durante su segundo año en el club, marcó un gol decisivo contra el Real Madrid C. F. en la quinta jornada de la temporada 2017-18, asegurando la victoria para el Betis en el minuto 94 del partido celebrado en el Estadio Santiago Bernabéu. Este gol se registró como el más tardío para un equipo visitante que logra ganar en el terreno del Real Madrid en la historia de La Liga, superando el gol de Lionel Messi (90'+2') de la temporada anterior.
En la sexta jornada de la misma temporada, Sanabria consiguió un doblete en la victoria de su equipo por 4-0 contra el Levante U. D. en el Estadio Benito Villamarín. En diciembre de 2017, se sometió a una artroscopia debido a una rotura del menisco de la rodilla derecha, lo que lo mantuvo fuera de competición durante cuatro meses. Concluyó la temporada con un total de 14 goles en 17 partidos.

### Genoa C. F. C.
El 28 de enero de 2019 se anunció su cesión al Genoa C. F. C. de la Serie A de Italia hasta junio de 2020, así como su renovación con el club verdiblanco hasta 2022.

### Torino F. C.
Tras finalizar la misma regresó al Real Betis, que en enero de 2021 lo traspasó al Torino F. C.
Desde su llegada al Torino, en enero, hasta abril de ese año, Sanabria marcó 5 goles en 7 partidos, promediando 1 gol cada 97 minutos. Su eficiencia en goles superó a la de Romelu Lukaku, del Inter de Milán y fue comparable a la de Cristiano Ronaldo, de la Juventus de Turín, sin contar con penales.

## Selección nacional

### Categorías inferiores

#### Campeonato Sudamericano sub-17
Fue convocado por la selección paraguaya sub-17 para disputar el Campeonato Sudamericano de 2013. En la segunda jornada anotó dos goles frente a Argentina con los que contribuyó a que su equipo consiguiera una victoria por 3-1. En el tercer encuentro marcó un nuevo tanto ante Ecuador y la selección albirroja logró un triunfo por 3-0 que le permitió acceder a la fase final de la competición. En ella, consiguió realizar otros tres goles aunque Paraguay no pudo obtener la clasificación para disputar el Mundial sub-17 tras finalizar en la quinta posición de la tabla. No obstante, Sanabria fue elegido como uno de los integrantes del equipo ideal del torneo.
| Torneo                      | Sede      | Resultado     | Partidos | Goles |
| --------------------------- | --------- | ------------- | -------- | ----- |
| Sudamericano sub-17 de 2013 | Argentina | Quinto puesto | 8        | 6     |

#### Copa del Mundo sub-20
En junio de 2013 integró la nómina de jugadores de la selección sub-20 que participó en la Copa del Mundo celebrada en Turquía. Disputó cuatro partidos, el último de ellos correspondiente a los octavos de final, ronda en la que Paraguay fue eliminada después de perder por 1-0 frente a Irak y en la que Sanabria no pudo terminar el encuentro tras haber sido expulsado en el minuto 79.
| Torneo                 | Sede    | Resultado        | Partidos | Goles |
| ---------------------- | ------- | ---------------- | -------- | ----- |
| Mundial sub-20 de 2013 | Turquía | Octavos de final | 4        | 0     |

#### Campeonato Sudamericano sub-20
Fue uno de los veintitrés futbolistas convocados por lel combinado sub-20 de Paraguay para competir en el Campeonato Sudamericano de 2015. Tras la derrota ante Argentina en el penúltimo partido de la fase final, que dejaba a la selección albirroja sin posibilidades de clasificarse para el Mundial sub-20, Sanabria abandonó la concentración requerido por su club de origen, la A. S. Roma.
| Torneo                      | Sede    | Resultado    | Partidos | Goles |
| --------------------------- | ------- | ------------ | -------- | ----- |
| Sudamericano sub-20 de 2015 | Uruguay | Sexto puesto | 5        | 0     |

### Selección absoluta
El 14 de agosto de 2013, con Víctor Genes como entrenador, disputó su primer partido con la selección paraguaya absoluta tras sustituir a Roque Santa Cruz en el minuto 80 de un amistoso ante Alemania que finalizó con el resultado de 3-3. Con su estreno a la edad de diecisiete años y cinco meses pasó a ser el segundo jugador más joven de la historia en debutar con Paraguay, solo por detrás de Gerardo Rivas. Su primer encuentro en una competición oficial lo jugó el 6 de septiembre frente a Bolivia en el estadio Defensores del Chaco de Asunción, durante la fase de clasificación para el Mundial 2014. El 13 de mayo de 2016 recibió la convocatoria para disputar la Copa América Centenario en reemplazo del lesionado Roque Santa Cruz. Anotó su primer gol con Paraguay en un partido frente a Colombia correspondiente a la fase de clasificación para el Mundial 2018 que finalizó con la victoria de su equipo por 1-2.

#### Goles internacionales
| # | Fecha                   | Lugar                                    | Rival     | Gol | Resultado | Competición                |
| - | ----------------------- | ---------------------------------------- | --------- | --- | --------- | -------------------------- |
| 1 | 5 de octubre de 2017    | Metropolitano, Barranquilla, Colombia    | Colombia  | 1-2 | 1-2       | Clasificación Mundial 2018 |
| 2 | 5 de septiembre de 2021 | Defensores del Chaco, Asunción, Paraguay | Colombia  | 1-0 | 1-1       | Clasificación Mundial 2022 |
| 3 | 17 de octubre de 2023   | Defensores del Chaco, Asunción, Paraguay | Bolivia   | 1-0 | 1-0       | Clasificación Mundial 2026 |
| 4 | 15 de octubre de 2024   | Defensores del Chaco, Asunción, Paraguay | Venezuela | 1-1 | 2-1       | Clasificación Mundial 2026 |
| 5 | 15 de octubre de 2024   | Defensores del Chaco, Asunción, Paraguay | Venezuela | 2-1 | 2-1       | Clasificación Mundial 2026 |
| 6 | 14 de noviembre de 2024 | Defensores del Chaco, Asunción, Paraguay | Argentina | 1-1 | 2-1       | Clasificación Mundial 2026 |

## Estadísticas
Actualizado al último partido disputado el 18 de mayo de 2025.
| F. C. Barcelona "B" · España                                                                        | 2.ª           | 2013-14       | 10  | 3  | —  | — | — | — | 10  | 3  |
| F. C. Barcelona "B" · España                                                                        | Total club    | Total club    | 10  | 3  | 0  | 0 | 0 | 0 | 10  | 3  |
| U. S. Sassuolo Calcio · Italia                                                                      | 1.ª           | 2013-14       | 2   | 0  | —  | — | — | — | 2   | 0  |
| U. S. Sassuolo Calcio · Italia                                                                      | Total club    | Total club    | 2   | 0  | 0  | 0 | 0 | 0 | 2   | 0  |
| A. S. Roma · Italia                                                                                 | 1.ª           | 2014-15       | 2   | 0  | 0  | 0 | 0 | 0 | 2   | 0  |
| A. S. Roma · Italia                                                                                 | Total club    | Total club    | 2   | 0  | 0  | 0 | 0 | 0 | 2   | 0  |
| Real Sporting de Gijón · España                                                                     | 1.ª           | 2015-16       | 29  | 11 | 1  | 0 | — | — | 30  | 11 |
| Real Sporting de Gijón · España                                                                     | Total club    | Total club    | 29  | 11 | 1  | 0 | 0 | 0 | 30  | 11 |
| Real Betis Balompié · España                                                                        | 1.ª           | 2016-17       | 22  | 4  | 2  | 1 | — | — | 24  | 5  |
| Real Betis Balompié · España                                                                        | 1.ª           | 2017-18       | 17  | 8  | 0  | 0 | — | — | 17  | 8  |
| Real Betis Balompié · España                                                                        | 1.ª           | 2018-19       | 15  | 2  | 3  | 2 | 5 | 2 | 23  | 6  |
| Genoa C. F. C. · Italia                                                                             | 1.ª           | 2018-19       | 15  | 3  | 0  | 0 | — | — | 15  | 3  |
| Genoa C. F. C. · Italia                                                                             | 1.ª           | 2019-20       | 24  | 6  | 0  | 0 | — | — | 24  | 6  |
| Genoa C. F. C. · Italia                                                                             | Total club    | Total club    | 39  | 9  | 0  | 0 | 0 | 0 | 39  | 9  |
| Real Betis Balompié · España                                                                        | 1.ª           | 2020-21       | 16  | 3  | 4  | 0 | — | — | 20  | 3  |
| Real Betis Balompié · España                                                                        | Total club    | Total club    | 70  | 17 | 9  | 3 | 5 | 2 | 84  | 22 |
| Torino F. C. · Italia                                                                               | 1.ª           | 2020-21       | 14  | 5  | ―  | ― | ― | ― | 14  | 5  |
| Torino F. C. · Italia                                                                               | 1.ª           | 2021-22       | 29  | 6  | 0  | 0 | ― | ― | 29  | 6  |
| Torino F. C. · Italia                                                                               | 1.ª           | 2022-23       | 33  | 12 | 3  | 0 | ― | ― | 36  | 12 |
| Torino F. C. · Italia                                                                               | 1.ª           | 2023-24       | 35  | 5  | 2  | 0 | ― | ― | 37  | 5  |
| Torino F. C. · Italia                                                                               | 1.ª           | 2024-25       | 26  | 2  | 1  | 0 | ― | ― | 27  | 2  |
| Torino F. C. · Italia                                                                               | Total club    | Total club    | 137 | 30 | 6  | 0 | 0 | 0 | 143 | 30 |
| Total carrera                                                                                       | Total carrera | Total carrera | 289 | 70 | 16 | 3 | 5 | 2 | 310 | 75 |
| (1) Incluye datos de la Copa del Rey y Copa Italia. (2) Incluye datos de la Liga Europa de la UEFA. |               |               |     |    |    |   |   |   |     |    |

## Palmarés

### Títulos internacionales
| Título                  | Club                        | Sede     | Año     |
| ----------------------- | --------------------------- | -------- | ------- |
| Liga Juvenil de la UEFA | F. C. Barcelona Juvenil "A" | Colovray | 2013-14 |

### Distinciones individuales
| Distinción | Año  |
| --- | ---- |
| Parte del equipo ideal del Sudamericano sub-17                                                                            | 2013 |
| Mejor gol de la temporada del Torino FC en la Serie A 2023-24, según Torino FC (8 de marzo de 2024: Torino FC 1-1 Nápoli) | 2024 |

### Nota
1. ↑  Sanabria tiene doble nacionalidad: paraguaya (por nacimiento) y española (por residencia).